# Барбара, Ванесса
Ванесса Барбара (порт. Vanessa Barbara, 14 июня 1982, Сан-Паулу) — бразильская писательница и журналистка.

## Биография
Работала журналистом, переводчиком. Печатается в  International New York Times. Ведет еженедельную колонку о телевидении в иллюстрированной газете Folha de S. Paulo. Живёт в Сан-Паулу.

## Книги
- Лето Шибу/ O Verão do Chibo, роман, в соавторстве с Эмилиу Фрайя (2008, Ed. Alfaguara; короткий список Литературной премии Сан-Паулу)
- O livro amarelo do Terminal, о крупнейшем в Латинской Америке и втором по величине в мире автовокзале Тьете в Сан-Паулу (2009, Ed. Cosac Naify; премия Жабути в номинации Журналистика)
- A máquina de Goldberg, комикс (2012, Companhia das Letras)
- Латук от бессонницы/ Noites de alface, роман (2013, Ed. Alfaguara; переведен на немецкий, французский, итальянский, шведский, чешский языки)
- O Louco de Palestra, сборник журнальных статей и заметок (2014, Companhia das Letras)

## Признание
В 2012 была названа журналом Гранта в числе 20 лучших бразильских молодых писателей.